# Abetalipoproteinemie

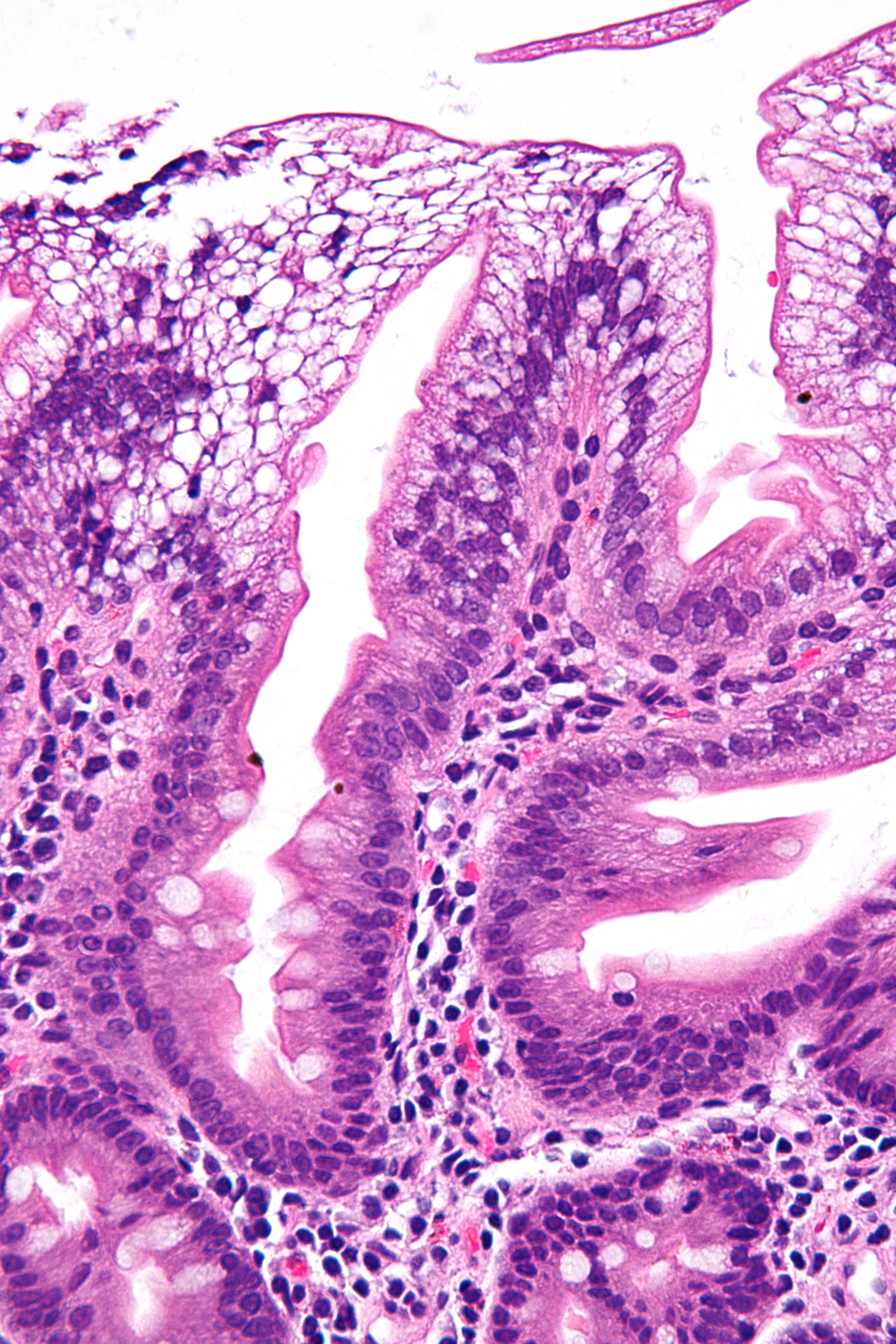
Micrografie a mucoasei intestinului subțire cu vizualizarea enterocitelor transparente, specifice abetalipoproteinemiei (biopsie duodenală. H&E stain)

Abetalipoproteinemia sau sindromul Bassen-Kornzweig este o afecțiune care interferează cu absorbția normală a grăsimilor și a vitaminelor solubile în grăsimi din alimente. Este cauzată de o mutație a proteinei de transfer al trigliceridelor microsomice, care duce la deficiențe în apolipoproteinele B-48 și B-100, care sunt utilizate în sinteza și exportul de chilomicroni, respectiv VLDL. Nu trebuie confundat cu disbetalipoproteinemia familială. 
Este o afecțiune recesivă autosomală rară.

## Prezentare

### Simptome
Deseori vor apărea simptome care indică faptul că organismul nu absoarbe sau produce lipoproteinele de care are nevoie. Aceste simptome apar de obicei în masă.
Aceste simptome debutează după cum urmează:
- incapacitatea organismului de a declanșa dezvoltarea încă timpul copilăriei [4]
- steatoree (scaune grase, decolorate)[5]
- scaune spumoase
- scaune cu miros neplăcut
- abdomenul proeminent
- dizabilitate intelectuală (întârziere în dezvoltare mintală)
- tulburare de coordonare a dezvoltării, evidentă la vârsta de zece ani
- slăbiciune musculară
- vorbire neclară
- scolioza (curbura coloanei vertebrale)
- vedere scăzută progresivă
- probleme de echilibru și coordonare

### Semnele bolii
- Acantocitoză[4][6]
- Retinita pigmentară
- Hipocolesterolemie (nivel scăzut de colesterol în sânge).[5]

### Caracteristici
Abetalipoproteinemia afectează absorbția grăsimilor alimentare, a colesterolului și a anumitor vitamine. Persoanele afectate de această tulburare nu sunt capabile să facă anumite lipoproteine, care sunt molecule care constau din proteine combinate cu colesterolul și grăsimile particulare numite trigliceride. Aceasta duce la un deficit de vitamine multiple, afectând vitamina A, solubilă în grăsimi, vitamina D, vitamina E și vitamina K. Cu toate acestea, multe dintre efectele observate se datorează în special deficienței de vitamina E.  

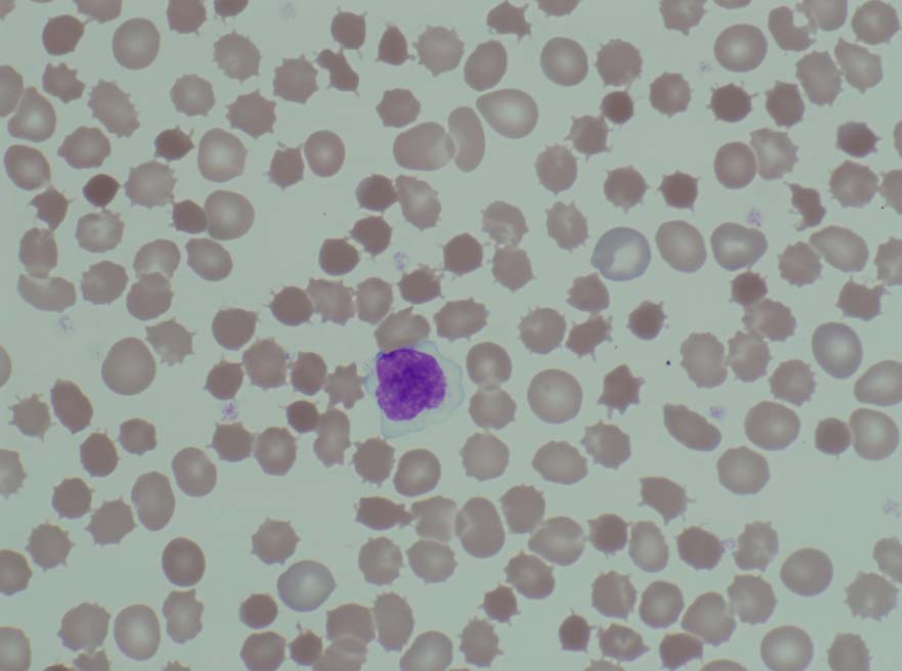
Acantocitoză la un pacient cu abetalipoproteinemie.

Semnele și simptomele abetalipoproteinemiei apar în primele câteva luni de viață (deoarece lipaza pancreatică nu este activă în această perioadă). Acestea pot include eșecul de a câștiga în greutate și de a crește la rata preconizată (eșecul de a prospera); diaree; globule roșii spinoase anormale ( acantocitoză ); și scaune grase, cu miros murdar (steatorree). Scaunul poate conține bucăți mari de grăsime și / sau sânge. Alte caracteristici ale acestei afecțiuni se pot dezvolta mai târziu în copilărie și adesea afectează funcția sistemului nervos. Acestea pot include o coordonare musculară slabă, dificultăți de echilibru și mișcare ( ataxie ), și degenerare progresivă a retinei (stratul sensibil la lumină din ochiul posterior) care poate progresa spre aproape orbire (din cauza deficitului de vitamina A, retinol). Adulții de treizeci sau patruzeci de ani pot avea dificultăți crescânde cu echilibrul și mersul. Multe dintre semnele și simptomele abetalipoproteinemiei rezultă dintr-o deficiență severă de vitamine, în special deficiență de vitamina E, care, de obicei, duce la probleme oculare cu degenerarea tractului coloanei spinocerebelare și dorsale.

## Genetică

Abetalipoproteinemia are un model autosomal recesiv de moștenire.

Mutația genei proteinei de transfer al trigliceridelor microsomale (MTTP) a fost asociată cu această afecțiune.
Gena MTTP oferă instrucțiuni pentru crearea unei proteine numite proteine de transfer de trigliceride microsomale, care este esențială pentru crearea de beta-lipoproteine. Aceste lipoproteine sunt necesare atât pentru absorbția grăsimilor, colesterolului, cât și a vitaminelor solubile în grăsimi din dietă și necesare pentru transportul eficient al acestor substanțe în fluxul sanguin. Majoritatea mutațiilor din această genă conduc la producerea unei proteine de transfer de trigliceride anormale scurte, care împiedică crearea normală a beta-lipoproteinelor în organism. Mutațiile asociate cu MTTP sunt moștenite într-un model recesiv autosomal, ceea ce înseamnă că ambele copii ale genei trebuie să fie defectuoase pentru a produce boala.

## Diagnostic
Evaluarea inițială a abetalipoproteinemiei constă, de obicei, în prelevarea de scaune, un frotiu de sânge și un panou lipidic, deși aceste teste nu sunt confirmative. Deoarece boala este rară test genetic este necesar pentru diagnostic, dar în general nu se face de la început.
Acantocitele sunt văzute pe frotiul de sânge. Întrucât nu există nici o mică asimilare a chilomicronilor, nivelul lor în plasmă rămâne scăzut.
Incapacitatea de a absorbi grăsimea din ileon va avea ca rezultat steatorrea, sau grăsimea în scaun. Ca urmare, acest lucru poate fi diagnosticat clinic atunci când apare scaunul cu miros neplăcut. Nivelurile scăzute de chilomicron plasmatic sunt, de asemenea, caracteristice.
Există o absență de apolipoproteină B. Pe biopsia intestinală, vacuolele care conțin lipide sunt observate în enterocite. Această tulburare poate duce, de asemenea, la acumularea de grăsime în ficat (steatoza hepatică). Deoarece celulele epiteliale ale intestinului nu au capacitatea de a plasa grăsimile în chilomicroni, lipidele se acumulează la suprafața celulei, aglomerarea funcțiilor necesare pentru o absorbție adecvată.

## Tratament
Tratamentul constă, în mod normal, într-o dietă riguroasă, care implică cantități masive de vitamina E. Vitamina E ajută organismul să se refacă și să producă lipoproteine, de care le lipsesc de obicei persoanele cu abetalipoprotenimie. Vitamina E ajută, de asemenea, la menținerea pielii și a ochilor sănătoși; studiile arată că mulți bărbați afectați vor avea probleme de vedere mai târziu în viață. Tulburarea de coordonare a dezvoltării și slăbiciunea musculară sunt de obicei tratate cu fizioterapie sau terapie ocupațională . Restrângerea dietetică a trigliceridelor este de asemenea utilă.

## Prognostic
Dacă tratamentul este inițiat timpuriu în boală, sechelele neurologice pot fi inversate și deteriorarea suplimentară poate fi prevenită. Dacă este lăsată netratată, afecțiunea poate duce la moarte.